# Guðbjartur Hannesson

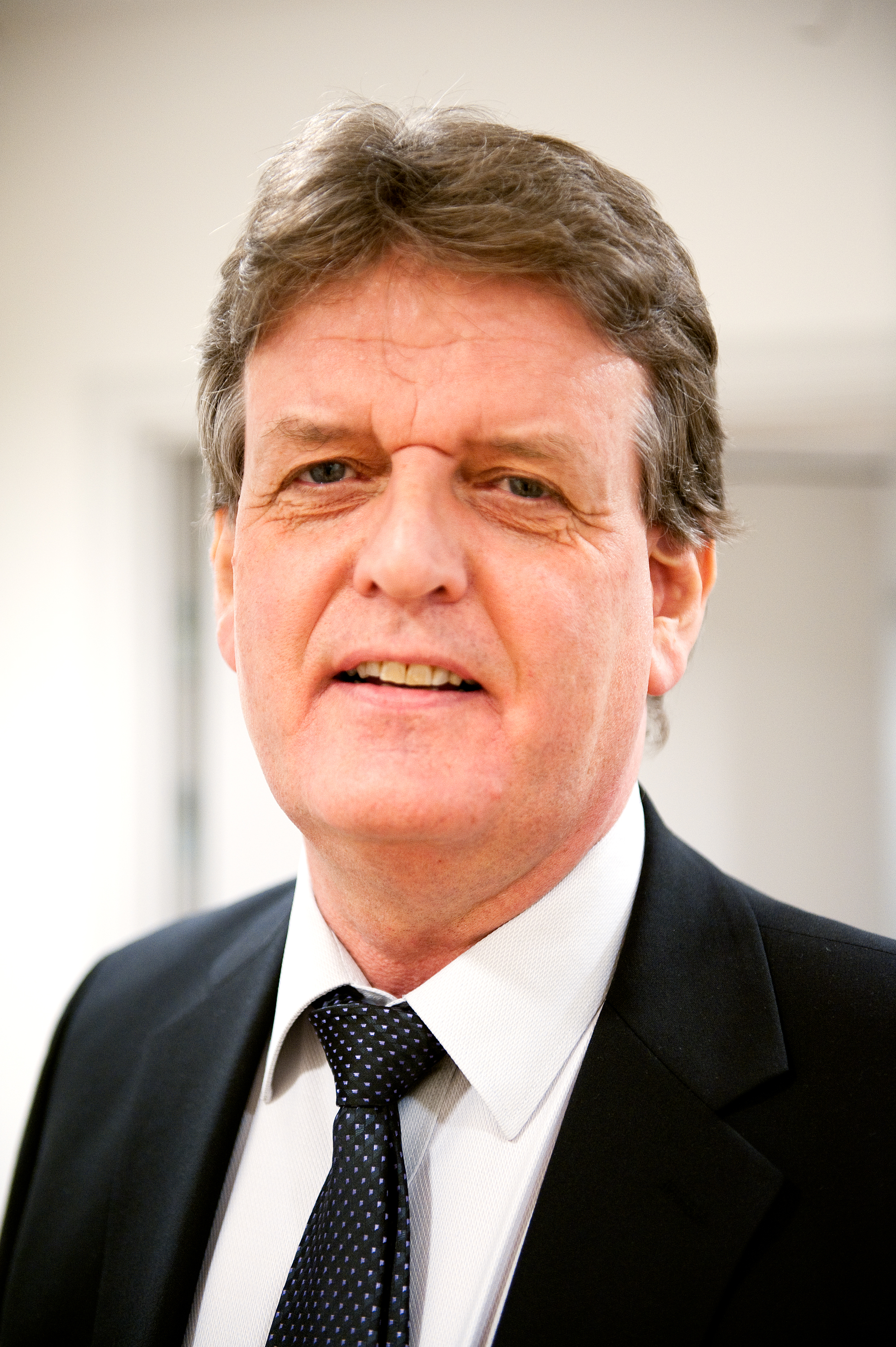
Guðbjartur Hannesson

Guðbjartur Hannesson (deutsche Transkription Gudbjartur Hannesson, * 3. Juni 1950 in Akranes; † 23. Oktober 2015 ebenda) war ein isländischer Politiker der sozialdemokratischen Allianz.
Guðbjartur war seit 2007 Abgeordneter des isländischen Parlaments Althing für den Nordwestlichen Wahlkreis. 2009 war er kurzzeitig Parlamentspräsident, 2010 wechselte er als Gesundheits- und Sozialminister ins Kabinett. Seit 2011, als das Gesundheits- und das Sozialministerium zusammengelegt wurden, bis zum 23. Mai 2013 war er Minister für Wohlfahrt. Im Kabinett Sigmundur Davíð Gunnlaugsson sind die Posten seit 2013 wieder separat besetzt: Guðbjarturs Nachfolgerin als Ministerin für Soziales und Wohnen war Eygló Harðardóttir, neuer Gesundheitsminister wurde Kristján Þór Júlíusson.
Guðbjartur Hannesson starb am 23. Oktober 2015 im Alter von 65 Jahren in Akranes. Seinen Parlamentssitz nahm Ólína Kjerúlf Þorvarðardóttir ein.